# Man Mohan Adhikari
 Der er for få eller ingen kildehenvisninger i denne artikel, hvilket er et problem. Du kan hjælpe ved at angive troværdige kilder til de påstande, som fremføres i artiklen.

Man Mohan Adhikari – nepali: मन मोहन अधिकारी – (født 20. juni 1920, død 26. april 1999) var premierminister i Nepal fra 1994 til 1995, som leder af en mindretalsregering fra Communist Party of Nepal (Unified Marxist-Leninist) (også betegnet UML), efter at partiet ved parlamentsvalget i 1994 havde manifesteret sig som landets største parti. Adhikari var det hidtil første kommunistpartimedlem, der blev demokratisk valgt som premierminister i Nepal.
Adhikari var født i bydelen Lazimpat i Kathmandu, Nepal, men han tilbragte sin barndom i den østlige del af Nepals lavlandsområde i byen Biratnagar. I 1938 flyttede han til Benaras Hindu University i Varanasi i Indien for at studere, og undervejs i sine B.Sc.-studier deltog han fra 1942 i den indiske selvstændighedsbevægelse Quit India, hvorunder han blev arresteret af de britiske kolonimyndigheder og fængslet sammen med en række andre politisk aktive.
Under sit ophold i Indien blev Man Mohan Adhikari inddraget i den kommunistiske bevægelse og blev medlem af Communist Party of India. Da han efterfølgende vendte tilbage til Nepal, blev han fagforeningsleder i industribyen Biratnagar, og han deltog i grundlæggelsen af Communist Party of Nepal i 1949. 
Adhikari var gennem en årrække formand for Nepals dominerende kommunistparti, og han var en konstant fortaler for en demokratisk udvikling. Man Mohan Adhikari besøgte Danmark, mens han var premierminister i forbindelse med Det Sociale Topmøde i Bella Centret i København i marts 1995.
Adhikari døde under valgkampen i forbindelse med parlamentsvalget i Nepal i 1999 og blev som partileder erstattet af Madhav Kumar Nepal.